# Клей (роман)
«Клей» — роман Ирвина Уэлша, выпущенный в 2001 году. В романе описывается жизнь шотландских подростков конца XX, начала XXI веков, их взросление, взаимоотношения, взгляды на жизнь. Повествование идёт как от имени разных героев, так и от имени автора. В книге встречаются персонажи, впервые упомянутые в романе  "Кошмары аиста Марабу" и "На игле", в некоторых сценах упоминаются события этих романов.

## Основные герои
Билли «Бизнес» Бирелл — уравновешенный, уверенный в себе молодой человек. С детства увлекался футболом и боксом. Остановив свой выбор на втором увлечении, стал впоследствии профессиональным боксёром, но, проиграв важный бой, рано закончил карьеру и открыл свой собственный бар.
Карл «N-SIGN» Юарт — молодой человек, которому передалась отцовская страсть к музыке, впоследствии стал известным мировым диджеем.
Эндрю «Голли» Гэлловэй — в раннем возрасте попал в тюрьму из-за другого подростка. После выхода из тюрьмы женился на забеременевшей подруге, затем вновь попал в тюрьму, случайно искалечив малолетнюю дочь. В результате переживаний несколько раз употребил героин, из-за чего заразился ВИЧ. Покончил с собой.
Теренс Генри «Джус» Лоусон — эгоистичный, самодовольный молодой человек. Свою кличку получил за то, что работал развозчиком соков. Имел постоянный успех у девушек. Не сумев устроиться в жизни, занялся воровством.

## Отсылка к роману "На игле"
Терри Лоусон обращается к Спаду Мерфи (имеется ввиду Дэниел Мерфи "Кочерыжка"):
– Я слыхал, Рентон вас опрокинул, чувак. Тебя, Бегби и Больного, так мне говорили. Как так получилось?
– Ну-дык… уже пару лет прошло. С тех пор я его не видел.
– А как там остальные, Больной как?
– Он остался в Лондоне. Месяц назад приезжал проведать маму, пару раз бухали.